# Puget-Ville
Puget-Ville este o comună în departamentul Var din sud-estul Franței. În 2009 avea o populație de 3.724 de locuitori.

## Evoluția populației
| An        | 1975  | 1982  | 1990  | 1999  | 2006  | 2009  |
| --------- | ----- | ----- | ----- | ----- | ----- | ----- |
| Populație | 1.819 | 2.115 | 2.591 | 3.080 | 3.516 | 3.724 |